# A Primavera Eterna
A Eterna Primavera (em francês:  L'Éternel Printemps ) é uma escultura concebida por volta de 1884 pelo artista francês Auguste Rodin, representando um casal de apaixonados. Foi criada ao mesmo tempo que A Porta do Inferno e, originalmente, pretendia compor uma de suas partes. Um dos seus raros originais em bronze seguramente produzido por Rodin, datado de 1898, único na Península Ibérica, pertence à coleção da Fundação Gulbenkian e acha-se exposto no Museu Calouste Gulbenkian, em Lisboa.

## A Porta do inferno
Rodin originalmente concebeu Eternal Springtime como parte de The Gates of Hell, uma das representações de Paolo Malatesta e Francesca da Polenta, mas não a incluiu ali porque a felicidade expressa pelos amantes não parecia adequada ao tema. O Beijo, outra famosa escultura do artista, tem a mesma origem, mas ao contrário de O Beijo na Eterna Primavera o homem domina a composição, sustentando o corpo arqueado da amante que se junta a ele num beijo apaixonado.
Rodin tirou o torso da mulher, com sua pose arqueada, do Torso de Adele que aparece no canto superior esquerdo do tímpano em The Gates of Hell; o modelo foi Adele Abruzzesi, originalmente da Itália, e para o homem Lou Tellegen . No entanto, na época de sua criação de Eternal Springtime, ele estava em um relacionamento romântico com Camille Claudel, e Reine-Marie Paris, neta do irmão de Claudel, Paul Claudel, sugeriu que traços dela podem ser discernidos na mulher deste peça e em outras figuras femininas proeminentes em obras que ele criou em meados da década de 1880.

## Versões
A obra foi reproduzida várias vezes em bronze e mármore. Uma versão em mármore datada de c. 1901 foi vendido em leilão em maio de 2016 por um recorde de US$ 20 milhões.
Mais antiga do que essa de 20 milhões, existe à disposição pública, como parte da coleção permanente do Museu Calouste Gulbenkian, uma das raras versões que seguramente tiveram a intervenção mais direta de Rodin. Tal original foi fundido em 1898 pela Fundição de Alexis Rudier (conhecida por trabalhar diretamente com Rodin), e comprada em 1913, em Paris, por Calouste Gulbenkian na venda da coleção pessoal de Paul Arthur Chéramy, amigo e advogado de Rodin morto em 1903.